# Francis (1950)
Francis is een Amerikaanse film uit 1950 van Arthur Lubin met in de hoofdrollen Donald O'Connor en Patricia Medina. De stem van Francis werd ingesproken door Chill Wills. De film is ook bekend als Francis, the Talking Mule.
De film is gebaseerd op het gelijknamige boek van David Stern uit 1946 en gaat over een soldaat wiens leven wordt gered door een pratend muildier. Francis was een gigantisch succes in de bioscopen. Gemaakt voor een budget van 150.000 dollar, bracht de film in totaal 3 miljoen dollar op. Universal Studios zou nog zes vervolgen maken. Zie ook Francis (filmreeks).

## Verhaal
Tijdens de Tweede Wereldoorlog vecht tweede luitenant Peter Stirling van het Amerikaanse leger in Birma. Hij raakt gescheiden van zijn eenheid en belandt achter de Japanse linies waar hij gewond raakt. Niet lang daarna wordt de onfortuinlijke officier gered door Francis, een muildier uit het leger. Stirling is verbijsterd als blijkt dat Francis kan praten. Later is hij zo onvoorzichtig deze ontdekking te delen met zijn medesoldaten met als gevolg dat hij wordt opgenomen in de psychiatrische afdeling van het hospitaal, waar hij mandjes mag vlechten. Als Stirling toegeeft dat hij Francis niet heeft horen praten, wordt hij weer vrijgelaten. Hij krijgt een baantje bij de inlichtingendienst van het leger en komt weer in contact met Francis. De muilezel onthult dat twee Japanners een observatiepost hebben opgezet in de buurt van de Amerikaanse basis. Francis stelt voor de twee te ontmaskeren en een doodsbange Stirling gaat die nacht met hem mee. Ze slagen erin de Japanse spionnen te overmeesteren en Stirling is de held van de dag. Als zijn commandant hem vraagt hoe hij aan de informatie is gekomen, wijst Stirling naar Francis en wordt gelijk weer opgenomen in de psychiatrische kliniek. Hier ontmoet hij Maureen Gelder, een Française, die is gevlucht voor de Japanners. Maureen is verliefd geraakt op Stirling en hij onthult aan haar dat Francis kan spreken. Hij vertelt dat hij van de laatste heeft gehoord dat vijandelijke vliegtuigen zullen aanvallen. Op advies van Maureen probeert hij de commandant te overtuigen van zijn verhalen, maar wordt weer teruggestuurd naar de mandjes. Als de vliegtuigen inderdaad aanvallen, gelooft niemand dat Francis dit had voorspeld. Als Stirling wordt bezocht door generaal Stevens probeert hij de hoge officier te overtuigen dat het muildier echt kan praten, maar Francis houdt zijn lippen op elkaar. Wanhopig geworden vraagt Stirling of de generaal wil bevelen dat Francis moet spreken, tenslotte is het dier in dienst van het leger. Schoorvoetend voldoet de generaal Stevens aan dit verzoek en tot zijn niet geringe verbazing praat Francis nu wel. Stevens ontslaat Stirling uit het hospitaal en biedt zijn excuses aan. Niet lang daarna horen de soldaten een radio-uitzending met Tokyo Rose, een Engels sprekende Japanse die het moreel van de Amerikanen probeert onderuit te halen. Ze heeft veel pret over die 'arme Amerikaanse soldaten die luisteren naar sprekende muildieren'. Het blijkt dat Maureen deze informatie heeft doorgegeven aan de Japanners, ze is een spion en wordt gearresteerd. Als de Française op haar beurt Stirling van verraad beschuldigt, getuigt Francis in het voordeel van zijn baas. Later wordt Francis naar de VS gevlogen voor onderzoek, maar het vliegtuig stort neer in Kentucky. De bemanning weet uit het vliegtuig te springen, maar Francis weigert het toestel te verlaten. Na de oorlog gaat Stirling ook terug naar de VS en weet zijn oude vriend terug te vinden. Het muildier en hij leven vervolgens gelukkig verder in Kentucky.

## Rolverdeling
| Acteur              | Personage               |
| ------------------- | ----------------------- |
| Donald O'Connor     | Peter Stirling          |
| Patricia Medina     | Maureen Gelder          |
| Chill Wills         | stem van Francis        |
| ZaSu Pitts          | Valerie Humpert         |
| Ray Collins         | kolonel Hooker          |
| John McIntire       | generaal Stevens        |
| Eduard Franz        | kolonel Plepper         |
| Howland Chamberlain | majoor Nadel            |
| James Todd          | kolonel Saunders        |
| Robert Warwick      | kolonel Carmichael      |
| Frank Faylen        | sergeant Chillingbacker |
| Tony Curtis         | kapitein Jones          |
| Mikel Conrad        | Majoor Garber           |
| Loren Tindell       | Majoor Richards         |
| Charles Meredith    | Munroe                  |

## Achtergrond

### Scenario
David Stern baseerde zijn scenario voor Francis op zijn gelijknamige boek uit 1946. Het boek bevat een verzameling verhalen die Stern had geschreven in zijn eigen tijd in het leger. Hij was journalist, werd tijdens de Tweede Wereldoorlog opgeroepen voor het leger en uitgezonden naar Azië. Uiteindelijk bereikte hij de rang van kapitein. In zijn verhalen dreef Stern de spot met de hoge officieren in het leger. Het boek werd een bestseller en later aangekocht door Universal. De studio haalde Stern naar Hollywood om een scenario te schrijven op basis van de verhalen. Voor het scenario liet Stern de satire weg en maakte er een meer een doorsnee komedie van.

### Acteurs
Zowel Mickey Rooney als Andy Devine waren in de race voor de rol van Stirling, maar het was Donald O'Connor die met de eer ging strijken. Toch was niet O'Connor de echte ster. Een vrouwelijk muildier genaamd Molly speelde de rol van Francis. Ze werd voor 350 dollar aangekocht en kreeg een zevenjarig contract. Molly was haar carrière begonnen als mascotte voor de Amerikaanse Democratische Partij. Ze werd getraind door Les Hilton, die Francis liet 'praten' door een draad door de bek van het dier te trekken. Molly probeerde vervolgens de draad met haar lippen weg te duwen, hetgeen een spreekeffect gaf. Naast een persoonlijke trainer had Molly ook een grimeur, een kapper en een persoonlijke verzorger. Molly werd zo populair als Francis dat het dier op den duur meer brieven kreeg van bewonderaars dan hoofdrolspeler Donald O'Connor. De stem van Francis kwam van acteur Chill Wills, die beschikte over een zware en ruwe stem. Hij gaf Francis het kenmerkende cynische en sardonische stemgeluid.

## Prijzen
- Yakademy Award 1950 van Harvard Lampoon voor de beste Hollywoodprestatie (Francis)
- PATSY award 1951 voor Beste prestatie van een dier in een film (Francis).